# FC Amsterdam
FC Amsterdam – holenderski klub piłkarski z siedzibą w Amsterdamie, działający w latach 1972−1982.

## Historia
Klub założony został w 20 czerwca 1972 z połączenia dwóch klubów - DWS i Blauw-Wit Amsterdam. W 1973 zespół połączył się jeszcze z Volewijckers Amsterdam, lecz nadal występował pod nazwą FC Amsterdam. Na początku istnienia klub odnosił sukcesy. Zespół dotarł do ćwierćfinału Pucharu UEFA w sezonie 1974/1975, gdzie przegrał z 1. FC Köln, a po drodze pokonując m.in. Inter Mediolan. Później drużyna nie odnosiła już takich sukcesów, a w sezonie 1977/1978 spadła z Eredivisie. W 1982 klub został rozwiązany.

## Europejskie puchary
Legenda do wszystkich tabel:
- Q – runda eliminacyjna, 1/16, 1/8, 1/4, 1/2 – odpowiednia faza rozgrywek, Grupa – runda grupowa, 1r gr – pierwsza runda grupowa, 2r gr – druga runda grupowa, F – finał, R – runda, PO – play-off
- k. – rzuty karne, los. – losowanie, Dogr. – dogrywka, w. – zasada bramek strzelonych na wyjeździe

| Sezon   | Rozgrywki   | Runda | Przeciwnik         | Dom | Wyjazd | Ogólnie |
| ------- | ----------- | ----- | ------------------ | --- | ------ | ------- |
| 1974/75 | Puchar UEFA | 1R    | Hibernians FC      | 5–0 | 7–0    | 12–0    |
| 1974/75 | Puchar UEFA | 2R    | Inter Mediolan     | 0–0 | 2–1    | 2–1     |
| 1974/75 | Puchar UEFA | 1/8   | Fortuna Düsseldorf | 3–0 | 2–1    | 5–1     |
| 1974/75 | Puchar UEFA | 1/4   | 1. FC Köln         | 2–3 | 1–5    | 3–8     |